# Теодор Бачев
Теодор Бачев е български тенисист роден на 7 април 1963 г. в София. Състезател за Купа Дейвис. За отбора на България за Купа Дейвис има две загуби.
Син е на Мария Чакърова - Бачева, брат и треньор на Любомира Бачева.
Печели турнир в Истанбул през 1983 г. на двойки заедно с Асен Дишков, а през 1984 г. с Юлиан Стаматов.